# Association Sportive de Monaco Football Club 1994-1995
Questa voce raccoglie le informazioni riguardanti l'Association Sportive de Monaco Football Club nelle competizioni ufficiali della stagione 1994-1995.

## Organigramma societario
Area direttiva
- Presidente: Jean-Louis Campora

Area tecnica
- Allenatore: Arsène Wenger, dal 13 settembre Jean Petit, dal 21 settembre Jean-Luc Ettori, dal 15 febbraio Gérard Banide
- Allenatore in seconda: Laurent Banide
- Preparatore dei portieri: Jean-Luc Ettori

## Maglie e sponsor
Lo sponsor tecnico per la stagione 1994-1995 è Adidas, mentre lo sponsor ufficiale è Eurest per il campionato.
| Manica sinistra · Manica sinistra · Maglietta · Maglietta · Manica destra · Manica destra · Pantaloncini · Pantaloncini · Calzettoni |

## Rosa
| N. |                    | Ruolo | Calciatore           |
| -- | ------------------ | ----- | -------------------- |
|    | Francia (bandiera) | P     | Marc Delaroche       |
|    | Francia (bandiera) | P     | Fabien Piveteau      |
|    | Francia (bandiera) | P     | Stéphane Porato      |
|    | Francia (bandiera) | D     | Patrick Blondeau     |
|    | Francia (bandiera) | D     | Philippe Christanval |
|    | Francia (bandiera) | D     | Éric Di Meco         |
|    | Francia (bandiera) | D     | Franck Dumas         |
|    | Francia (bandiera) | D     | Gilles Grimandi      |
|    | Francia (bandiera) | D     | Bruno Irles          |
|    | Francia (bandiera) | D     | Luc Sonor            |
|    | Francia (bandiera) | D     | Lilian Thuram        |
|    | Francia (bandiera) | D     | Patrick Valéry       |
|    | Francia (bandiera) | C     | Yannick Baret        |
|    | Francia (bandiera) | C     | Nicolas Bonnal       |

| N. |                      | Ruolo | Calciatore        |
| -- | -------------------- | ----- | ----------------- |
|    | Francia (bandiera)   | C     | Sylvain Legwinski |
|    | Danimarca (bandiera) | C     | Dan Petersen      |
|    | Francia (bandiera)   | C     | Emmanuel Petit    |
|    | Francia (bandiera)   | C     | Claude Puel       |
|    | Belgio (bandiera)    | C     | Enzo Scifo        |
|    | Francia (bandiera)   | C     | Laurent Viaud     |
|    | Algeria (bandiera)   | A     | Ben Bettahar      |
|    | Francia (bandiera)   | A     | Youri Djorkaeff   |
| 12 | Francia (bandiera)   | A     | Thierry Henry     |
| 24 | Nigeria (bandiera)   | A     | Victor Ikpeba     |
|    | Francia (bandiera)   | A     | Mickaël Madar     |
|    | Brasile (bandiera)   | A     | Sonny Anderson    |
|    | Liberia (bandiera)   | A     | George Weah       |